# Pearl of the Quarter
Pearl of the Quarter ist ein Lied von Donald Fagen und Walter Becker, das 1973 von Steely Dan auf dem Album Countdown to Ecstasy veröffentlicht wurde.

## Liedtext
Im Text wird die Liebe zu der Frau Louise, vielleicht eine Prostituierte, in New Orleans besungen und beinhaltet viel Lokalkolorit wie Seeleute und das lokale Gericht Red Beans and Rice der Cajun-Küche:

„Where the sailor spend his hard-earned pay

Red beans and rice for a quarter

You can see her almost any day

Singing "voulez-voulez-voulez-vous"“

„Wo der Seemann seinen hart verdienten Lohn ausgibt

Red Beans and Rice für einen Vierteldollar

Du kannst sie fast jeden Tag sehen

und sie singt "voulez voulez voulez vous"“